# Bradina antisema
Bradina antisema là một loài bướm đêm trong họ Crambidae.